# Stalag XII A
Das Stalag XII A war ein Kriegsgefangenenlager der Wehrmacht während des Zweiten Weltkriegs. Es befand sich zwischen der Stadt Limburg an der Lahn und der Stadt Diez auf dem Gelände der heutigen Freiherr-vom-Stein-Kaserne.

## Historischer und geographischer Kontext

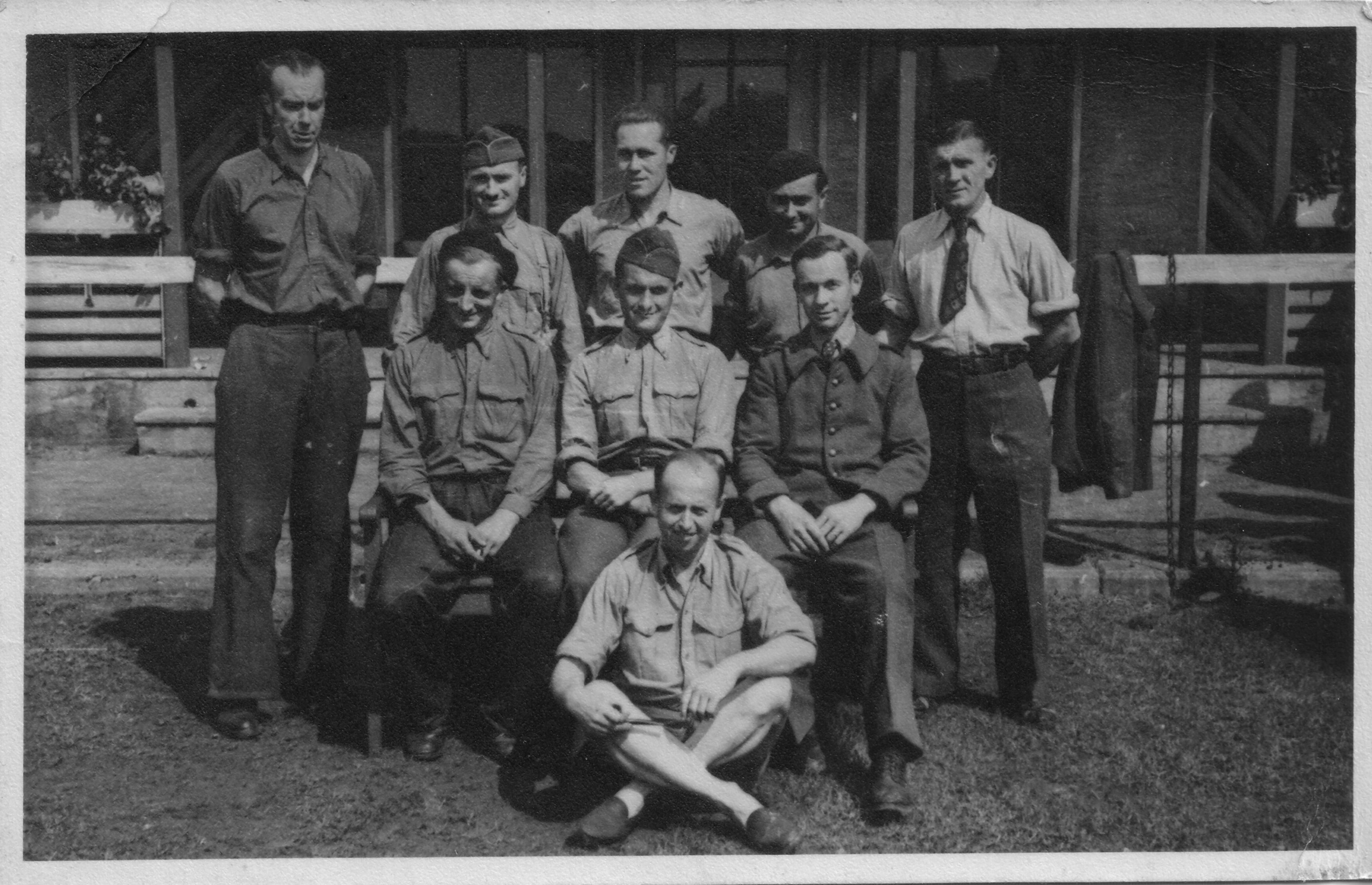
Einige Kriegsgefangene aus dem Lager

Stalag oder Stammlager (kurz für Mannschaftsstamm- und Straflager) waren Gefangenenlager für Mannschaften und Unteroffiziere. Die Insassen dieses Lagers hatten den rechtlichen Status als Kriegsgefangene.
Das Stalag XII A gehörte organisatorisch zum Wehrkreis XII mit Sitz in Wiesbaden. Der Buchstabe A nach der römischen Ziffer bedeutete, dass es das erste Kriegsgefangenenlager dieses Wehrkreises war.
Das Stalag lag auf dem Land, das die Stadt Limburg an der Lahn und die Stadt Diez, vier Kilometer südwestlich von Limburg, trennt.

## Bedienung und Personal
Das Lager bestand aus 24 gemauerten Hütten, von denen die meisten nur ein Erdgeschoss hatten. Nur drei der Gebäude hatten ein Obergeschoss.
Die Anlage umfasste 2 große Schlafsäle mit 150 Etagenbetten. Die Beheizung konnte durch 2 Kachelöfen in jeder Halbhütte erfolgen, elektrische Beleuchtung war vorhanden. Außerdem war in einer Halbkaserne eine Turnhalle eingerichtet worden, die einen Boxring, einen Fechtboden, Geräte und einen Boxsack beinhaltete.
Am 15. Juli 1944 bestand das Lager aus 16.588 Männern und am 15. Januar 1945 aus 17.691 Männern.